# Миллер, Уильям (гребец)
Уильям Гарфилд «Билл» Миллер (англ. William Garfield "Bill" Miller, 16 марта 1905, Филадельфия, Пенсильвания — май 1985, Карлайл, Пенсильвания) — американский гребец, двукратный серебряный призёр летних Олимпийских игр в соревнованиях четвёрок и одиночек, многократный чемпион США.

## Биография
Уильям Миллер родился в 1905 году в Филадельфии. Здесь же начал заниматься академической греблей в клубе Pennsylvania Barge Club. Вместе с партнёрами по клубу Миллер принял участие в соревнованиях четвёрок на летних Олимпийских играх 1928 года в Амстердаме. Американский экипаж уверенно преодолел три квалификационных раунда, причём в полуфинале они установили новое лучшее олимпийское время — 6:29,4. В финале американцам противостояли британские гребцы. По результатам решающего заезда сильнее оказались спортсмены Великобритании, опередившие сборную США всего на 1 секунду.
После Игр в Амстердаме Миллер перешёл в клуб Penn Athletic Club Rowing Association и начал выступать в одиночках. С 1930 года он на протяжении четырёх лет становился чемпионом США. В 1932 году Миллер был включён в состав сборной для участия в домашних летних Олимпийских играх. На предварительном этапе Миллер соперничал с действующим олимпийским чемпионом австралийцем Генри Пирсом. в борьбе за единственную путёвку в финал сильнее оказался Пирс, опередивший Миллера на 2 секунды. Для продолжения борьбы за медали американскому гребцу необходимо было попадать в число двух сильнейших в отборочном заезде. С поставленной задачей Миллер справился, уверенно его выиграв. С самого старта финального заезда вперёд вырвался действующий олимпийский чемпион Генри Пирс, который шёл с темпом 24 гребка в минуту. На отметке 500 метров он выигрывал у ближайших преследователей три длины лодки. Однако хозяин соревнований американец Уильям Миллер сначала увеличил свой темп до 28 гребков, а затем и до 40, надеясь финишным спуртом выиграть заезд. За 100 метров до финиша расстояние между спортсменами сократилось до минимума, однако Пирсу хватило сил, чтобы немного увеличить темп и в итоге он выиграл у Миллера полкорпуса лодки.
После окончания Олимпийских игр Миллер получил статус профессионала и в 1934 году выступал на чемпионате мира среди профессионалов, где вновь уступил Генри Пирсу. В 1974 году вместе с партнёрами по олимпийской четвёрке был включён в зал славы академической гребли США.